# Павон, Сандра
 Сандра Павон  (исп. Sandra Pavón) (род. 1 июня 1985, Буэнос-Айрес, Аргентина) — аргентинская баскетболистка, выступающая в амплуа разыгрывающего защитника. Неоднократный призёр многих международных соревнований в составе сборной Аргентины. Двукратный участник чемпионатов мира по баскетболу (2006, 2010). Многократный чемпион Аргентины в составе «Велес Сарсфилд».